# Szabadság (filozófia)

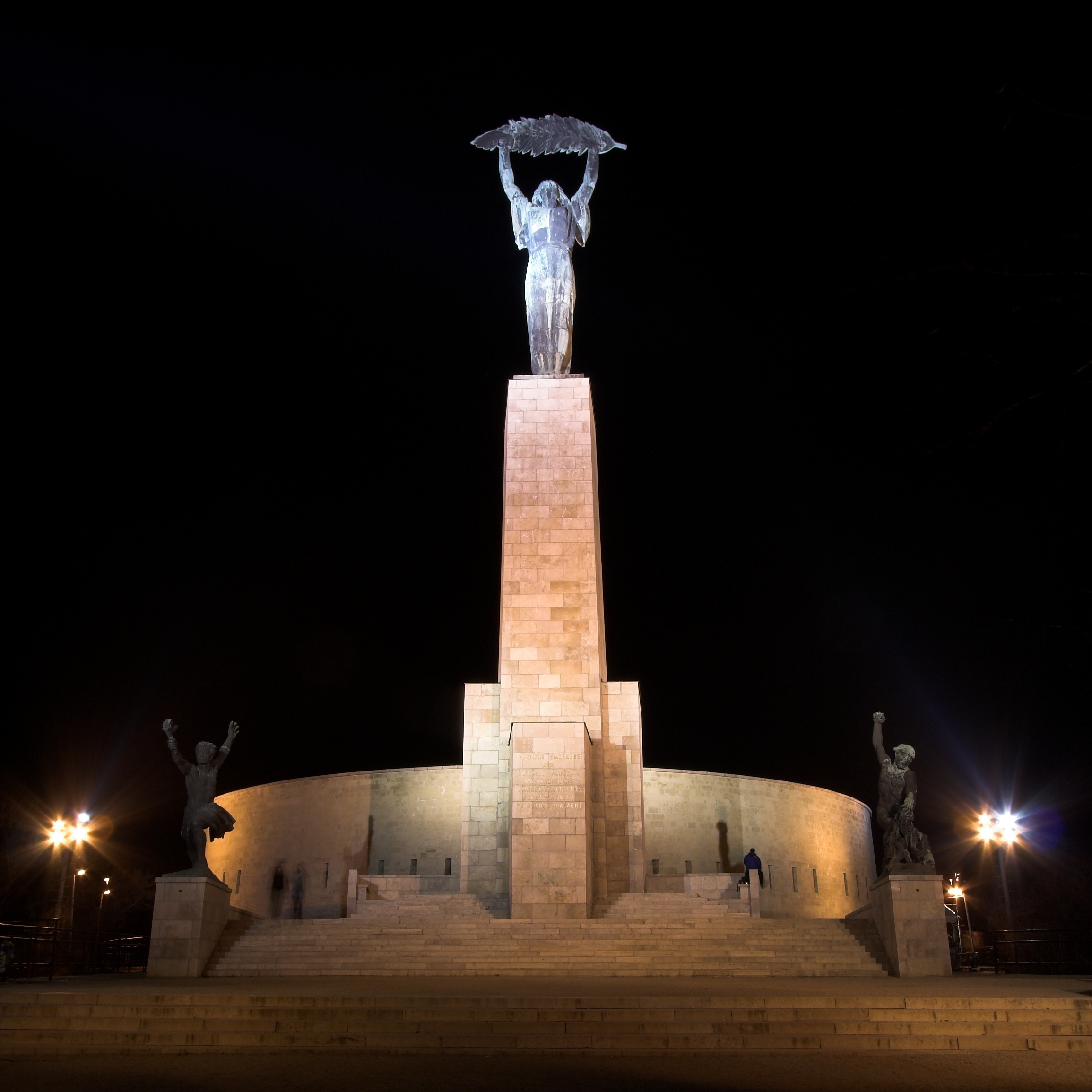
A budapesti Szabadság-szobor

A szabadság meglehetősen tág fogalom, amelyet az egyes filozófiai irányzatok különbözőképpen értelmeztek. Két leggyakrabban használt értelmében a személyes szabadság a szociológiai és politológiai tanulmányok tárgya lehet, míg a belső szabadság vagy a metafizikai értelemben vett szabadság inkább filozófiai – pszichológiai fogalom.

## A szabadság értelmezései

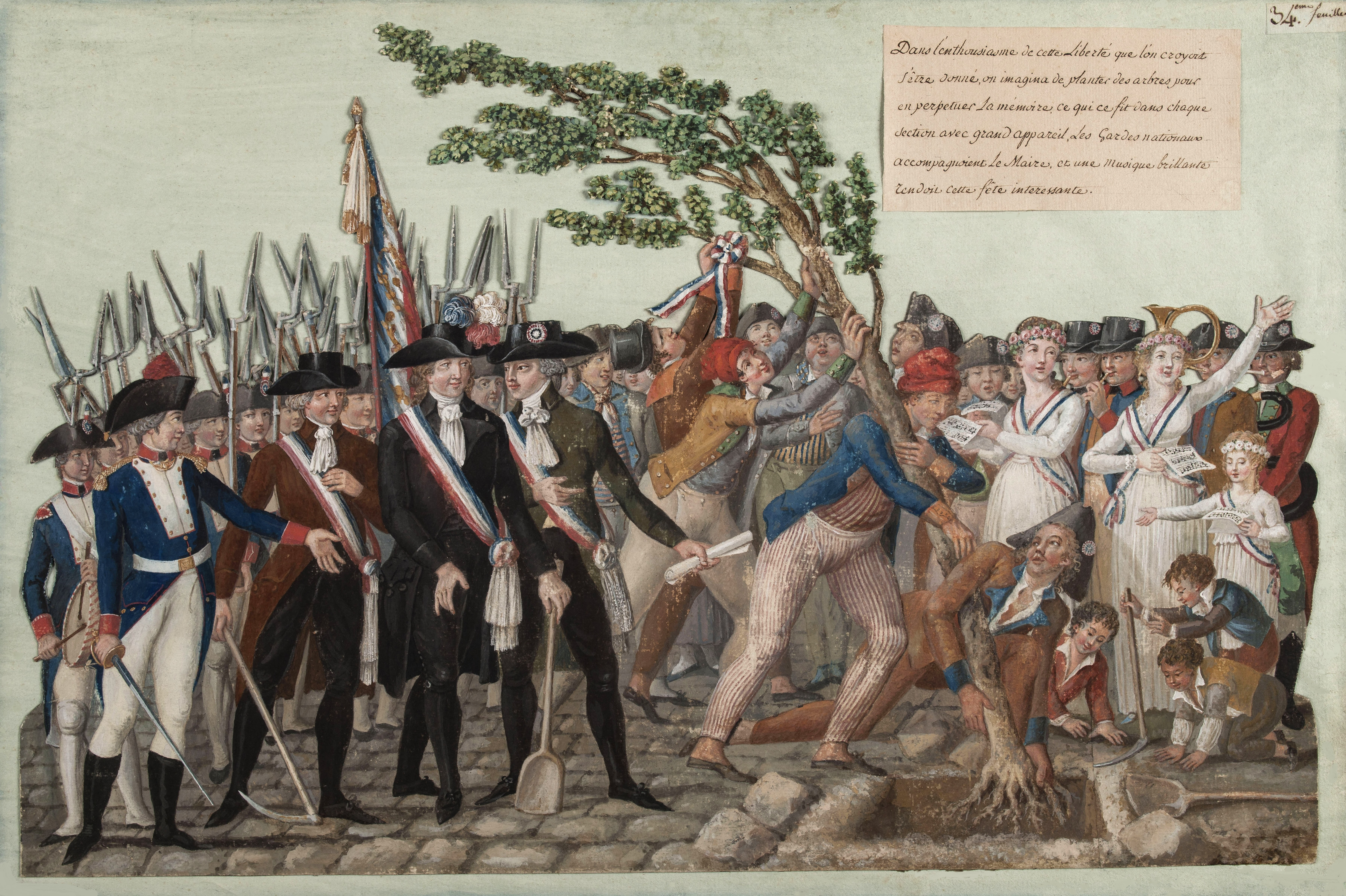
A párizsi jakobinusok 1790-ben állították fel az első szabadságfát (arbre de la Liberté)

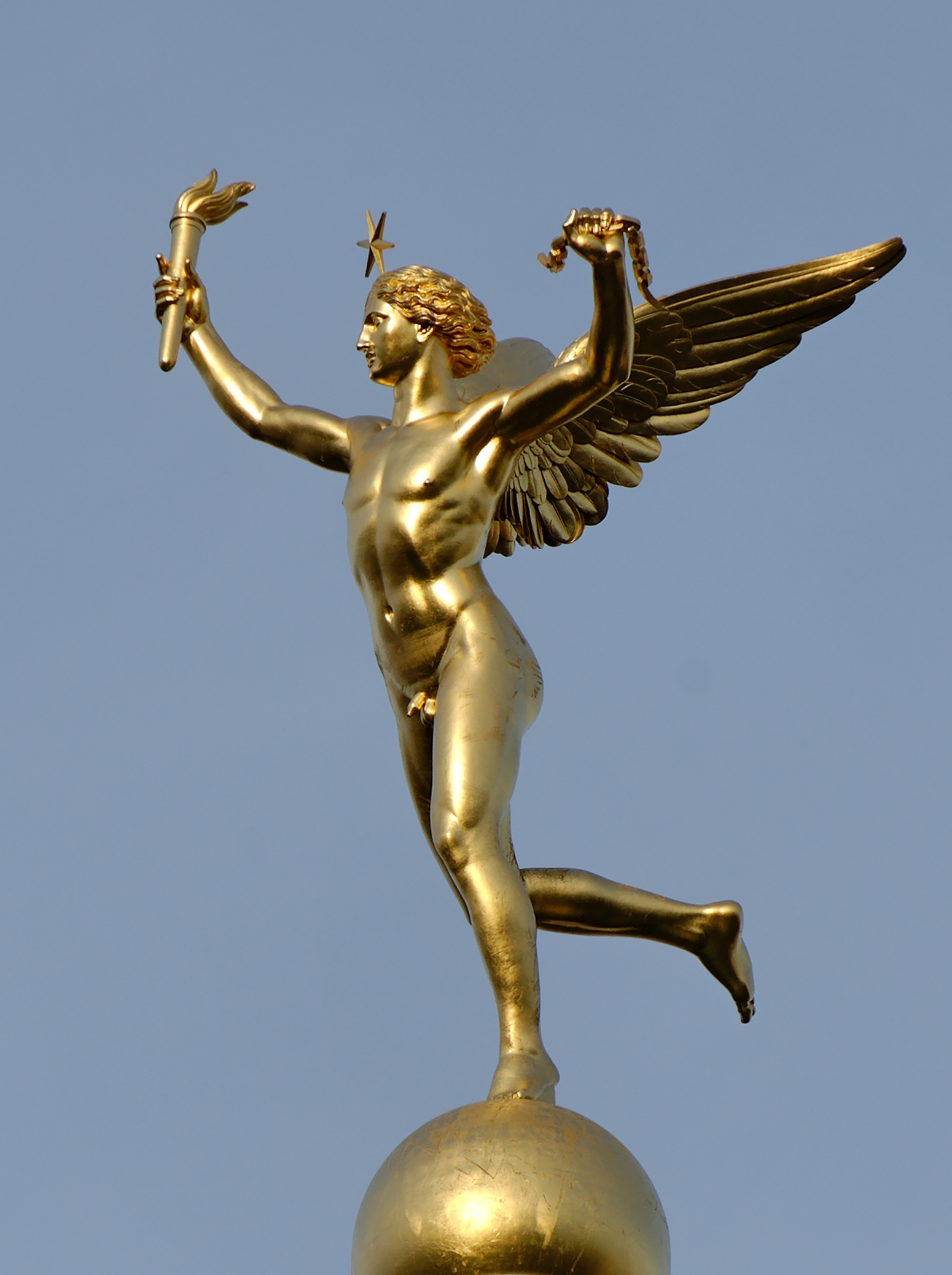
„A szabadság szelleme”, Augustin Dumont (1801–1884) szobra a párizsi Place de la Bastille közepén lévő oszlopon

„Ama-gi”: a szabadság szimbóluma sumér ékírással (a fogalom egyik első ismert formája

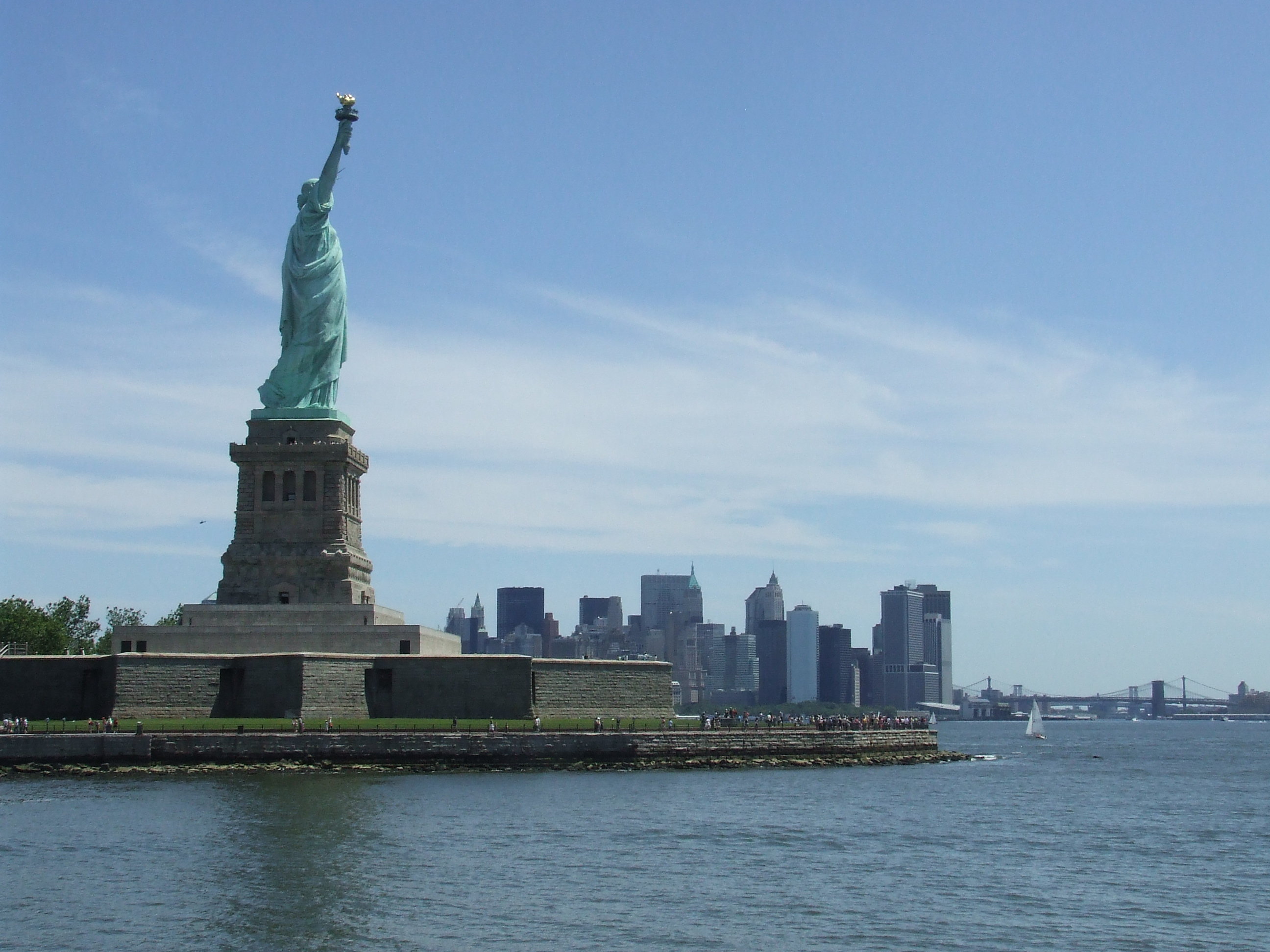
A New York-i Szabadság-szobor

- A szabadság általában idegen erőtől való függetlenséget jelent. Ily értelemben lehet fizikai szabadság, vagyis lehetőség (képesség) valamit tenni vagy nem tenni. A fizikai szabadságot erőszak („vis”) vagy erőhatalom („vis major”) zárhatja ki.

- Személyes szabadság a szabad mozgás, a test szabad használata, mely büntetőjogi védelem alatt áll, és csak a törvényben meghatározott esetekben és formák között szorítható meg (személyi szabadság korlátozása). A személyi szabadság el nem ismerésén és intézményesítésén alapult az ókori rabszolgaság, a rabszolgatartó gazdasági rendszer, a középkorban a jobbágyok földhöz kötöttsége.

- Az erkölcsi szabadság az ember akaratelhatározási szabadságát jelenti, ebben a formában az akarat és akaratszabadság szinonimája. Az akaratszabadságot általában csak az embernél lehet értelmezni, míg az emberen kívül eső természetet kötöttnek vagy nem szabadnak tekintik, mivel a szükségszerűség jellegével bíró természeti okság törvényének feltétlen uralma alatt áll.

- A jogi értelemben vett szabadság kiterjed mindarra, amit a jog szerint tenni lehet.

- Költői vagy szélesebb értelemben alkotói szabadság

## Belső szabadság
A filozófiában a szabadság értelmezése általában a szabad akarattal egyezik. A francia filozófus, Jean-Jacques Rousseau jelentette ki, hogy a szabadság az ember alapvető jellemzője: „Az ember szabadnak született, de mindenütt láncokat visel.”
A libertárius filozófusok értelmezése szerint minden ember mindenkor szabad – ahogyan Jean-Paul Sartre fogalmazott: az emberek szabadságra vannak kárhoztatva. Eszerint mindenkinek lehetősége van döntést hozni és cselekedni – egy külső hatalom csak a cselekvést tudja megtorolni, de nem tudja megelőzni. Ezzel ellentétben a determinista filozófusok szerint a jövőt elkerülhetetlenül befolyásolja a múlt és a szabadság ennek megfelelően csak illúzió.

## Pozitív és negatív szabadság
Isaiah Berlin filozófus „Two Concepts of Liberty” című előadásában különböztette meg a negatív szabadság („szabadság valamitől”, azaz „freedom from”) és a pozitív szabadság („szabadság valamire”, azaz „freedom to”) fogalmát. Berlin értelmezésében a pozitív szabadságot igen gyakran arra használták fel, hogy az emberek negatív szabadságjogait megnyirbálják. Berlin a Szovjetuniót hozta fel példaként, ahol az ország vezetése az általuk kitűzött célok elérése érdekében („pozitív szabadság”) a magánemberek jogainak megnyirbálását, brutális erőszakot és nemritkán tömeges gyilkosságokat (azaz a negatív szabadság megsértését) is elfogadhatónak tartotta.
Az Emberi Jogok Egyetemes Nyilatkozata is a szabadságnak ezt a kétféle, pozitív és negatív értelmezését használja, amikor felsorolja az alapvető emberi jogokat, mint pl. „védelem a kínzás, a kegyetlen, embertelen bánásmód és büntetés elől” (negatív szabadság) és „a vélemény és kifejezése szabadsága” (pozitív szabadság).

## Belső autonómia
A szabadság másik értelmezése vagy megjelenési formája a belső autonómia, azaz a lelki szabadság állapota. Ezt az állapotot többféleképpen értelmezték:
- képesség az értelemmel összhangban lévő cselekvésre;
- képesség önmagukkal vagy belső értékeikkel összhangban való cselekvésre;
- képesség az egyetemesen elfogadott értékekkel („helyes” vagy „jó”) összhangban való cselekvésre; és végül
- képesség az értelemtől és a vágyaktól teljesen független, vagyis önkényes (autonóm) cselekedetek végrehajtására.

Elsősorban a spirituális filozófusok tartották a szabadságot az emberi akarat eredményének, vívmányának és nem pedig az emberrel született állapotnak. Rudolf Steiner szabadságfilozófiája megkülönböztette a gondolati világban elérhető (individuális akarati) szabadságot a testi cselekedetekben működő szükségszerűségeknek való alávetettségtől, amelyekben az akarat egyelőre nem tud szabadon kibontakozni, mert ahhoz az individuum akaratának teljesen felül kellene emelkednie a test természetén.
Van, aki szerint a belső szabadságot a gondolataink és az érzékeink közötti rés áthidalása adja.